# It's Hard
It's Hard is het elfde studio-album van de Britse rockband The Who. Pas 24 jaar later werd het volgende studio-album (genaamd "Endless Wire") uitgegeven. "It's Hard" is het tweede album na de geruchtmakende dood van drummer Keith Moon, vier jaar eerder. Toen het album in 1982 in Groot-Brittannië uitgegeven werd door Polydor, kwam het album er op nummer 11 te staan in de albumcharts. In de V.S. bereikte "It's Hard" een top van nummer 8 in de "Billboard"-charts.
Er zijn twee verschillende interpretaties met betrekking tot de titel "It's Hard". Sommigen (waaronder Pete Townshend, de schrijver zelf) zien het als een album dat geïnspireerd werd door het drukkende politieke klimaat van de vroege tachtiger jaren, weer anderen (onder wie Roger Daltrey, de zanger van de band) beschouwden het album grotendeels als een aflossing van het contract met de Amerikaanse platenmaatschappij. Het verschil in opvatting is in grote lijnen ook te zien in de recensies van de plaat: "It's Hard" werd door sommige critici goed beoordeeld en totaal afgekraakt door vele anderen. Saillant detail is dat het album door Rolling Stone een wel zeer positieve beoordeling kreeg: vijf sterren.
Het allereerste nummer van "It's Hard" - "Athena" - is een van de weinige nummers die een warm onthaal kregen. De demo-versie van het nummer heette "Theresa", vernoemd naar de actrice Theresa Russell. Het nummer werd geschreven nadat Pete Townshend Russell ontmoet had. Hij viel direct voor haar, om de volgende dag meteen afgewezen te worden. Uit frustratie van de niet-wederzijdse liefde schreef hij het nummer, dat hij hernoemde tot "Athena", om te verbergen waar het nummer officieel over zou gaan. Townshend wilde dat "Athena" een deel zou uitmaken van de heropleving van "Lifehouse. "Athena kwam op nummer 28 te staan in de Billboard Pop Singles charts. De songteksten van "Athena."
In de jaren na de uitgifte van het album, werd het nummer "Eminence Front" het vaakst positief beoordeeld en (mede hierdoor) het meest beschouwd als het meest herkenbare nummer van het album. Sommigen van de mensen die "It's Hard" een slecht album vinden, vinden "Eminence Front" een van de beste nummers die The Who ooit heeft gemaakt, terwijl andere Who-fans het beschouwen als een van de slechtste nummers van de band en een symbool voor het slechte studiowerk van die tijd.
De albumhoes, ontworpen door Graham Hughes, moet een jongen voorstellen die het Space Duel-arcadespel speelt. Dit is een knipoog naar Townshend's meesterwerk Tommy, met onder andere de pinball table, die een grote rol speelde.

## Track listing
(Alle nummers zijn geschreven door Pete Townshend, tenzij aangegeven.)
| 1. "Athena" – 3:46 2. "It's Your Turn" (Entwistle) – 3:39 3. "Cooks County" – 3:34 4. "It's Hard" – 3:47 (Verlengd op de remastered version uit 1997, met wat ander gitaarwerk in het begin van het nummer.) 5. "Dangerous" (Entwistle) – 3:15 (Verlengd op de remastered version uit 1997 en de zang is geremixt.) 6. "Eminence Front" – 5:39 (Verlengd op de remastered version uit 1997, de zang is geremixt, waardoor het uit twee speakers kon komen en er werd een andere baslijn gekozen.) 7. "I've Known No War" – 5:45 (Verlengd op de remastered version uit 1997 en de zang is geremixt.) 8. "One Life's Enough" – 2:21 9. "One at a Time" (Entwistle) – 2:55 10. "Why'd I Fall for That" – 3:18 (Verlengd op de remastered version uit 1997 en de zang is geremixt.) 11. "A Man Is a Man" – 3:48 12. "Cry If You Want" – 4:35 (Verlengde outro op de remastered version uit 1997.) | Aan de digitaal verbeterde heruitgifte uit 1997 van "It's Hard" zijn de volgende vier livenummers toegevoegd: 1. "It's Hard" – 4:56 (Deze versie werd opgenomen tijdens de laatste show van de tour van 1982 (17 december) in Toronto.) 2. "Eminence Front" – 5:37 3. "Dangerous" (Entwistle) – 3:48 4. "Cry If You Want" – 7:12 (Dit nummer werd ook opgenomen tijdens de eerdergenoemde show.) |

## Bezetting
- Roger Daltrey - Zang, mondharmonica
- Pete Townshend - Gitaar, keyboards, synthesizers en zang
- John Entwistle - Basgitaar, hoorn, keyboard en zang
- Kenney Jones - Drums
- Andy Fairweather-Low - Zang
- Tim Gorman - Keyboard

## Productie-team
- Jon Astley - Executive producer
- Chris Charlesworth - Executive producer
- Bill Curbishley - Executive producer
- Richard Evans - Album art design, album art direction
- Graham Hughes - Fotografie
- Glyn Johns - Producent, engineer
- Robert Rosenberg - Executive producer
- Greg Fulginiti - Mastering
- Bob Ludwig - Remastering